# Bydgoskie Wtorki Muzyczne
Bydgoskie Wtorki Muzyczne – cykl koncertów i imprez muzycznych organizowanych od 1981 r. przez Akademię Muzyczną im. Feliksa Nowowiejskiego w Bydgoszczy.

## Charakterystyka
Bydgoskie Wtorki Muzyczne zainaugurowano w 1981 w bydgoskiej Akademii Muzycznej.
Ideą koncertów organizowanych co miesiąc we wtorki, było kształtowanie atmosfery artystycznej w środowisku akademickim, rozbudzanie ambicji twórczych oraz oddziaływanie poprzez otwarte koncerty dla publiczności na środowisko miasta i umacnianie kulturotwórczej roli uczelni w regionie. Cykl BWM zainicjował recital pianisty Jerzego Godziszewskiego 24 maja 1981 r.
Do 2012 r. odbyło się w sali koncertowej uczelni przy ul. Staszica około 240 BWM. Występowała na nich przede wszystkim czołówka artystów - pedagogów bydgoskiej Akademii Muzycznej, m.in. pianiści: Jerzy Godziszewski, Tatjana Szebanowa, Jarosław Drzewiecki, Wiesława Ronowska, Katarzyna Popowa-Zydroń, Ewa Pobłocka; wiolonczelista Roman Suchecki, śpiewaczki: Katarzyna Rymarczyk, Magdalena Krzyńska-Pielat, skrzypek Paweł Rudziński, altowiolista Jan Paruzel, kontrabasiści: Wenancjusz i Piotr Kurzawa, flecista Andrzej Łęgowski, akordeonista Jerzy Kaszuba, oboista Krzysztof Wroniszewski i inni.
Od 1984 r. w ramach „Bydgoskich Wtorków Muzycznych” została podjęta inicjatywa promowania młodych twórców i wykonawców pod nazwą „Debiuty muzyczne”. Występowali na nich laureaci konkursów krajowych i zagranicznych, młodzi asystenci lub studenci, np. Monika Walerowicz-Baranowska (śpiew) i Karol Wroniszewski (wiolonczela). Niektóre BWM poświęcano kompozytorom bydgoskiego środowiska, np. Franciszkowi Woźniakowi, czy prof. Romanowi Sucheckiemu. Koncerty dedykowano także nieżyjącym pedagogom Akademii. Inne, monotematyczne, poświęcono np. twórczości Tadeusza Szeligowskiego i Feliksa Nowowiejskiego, patrona Akademii Muzycznej w Bydgoszczy.
Na koncertach prezentowały się również zespoły kameralne oraz chóry. Inny wymiar miały koncerty międzynarodowe, podczas których występowali artyści – pedagodzy z uczelni zagranicznych, współpracujących z bydgoską Akademią (Hamburg, Strasburg, Kijów, Reggio Emilia, Mannheim).